# Sitio de Tauromenio (394 a. C.)
El sitio de Tauromenio fue llevada a cabo por Dionisio, tirano de Siracusa, en el invierno de 394 a. C., en el curso de las guerras sicilianas contra Cartago. Después de derrotar a los cartagineses en la batalla de Siracusa en 396 a. C., Dionisio había estado expandiendo su territorio y su influencia política por la conquista de las tierras sículas y el establecimiento de colonias griegas en el noreste de Sicilia. Tauromenio era una ciudad sícula aliada a Cartago y en una posición de amenazar tanto a Siracusa como a Mesina. Dionisio puso sitio a la ciudad en el invierno de 394 a. C., pero tuvo que levantar el sitio después de su asalto nocturno en el que fue derrotado. Cartago respondió con este ataque a sus aliados con la renovación de la guerra, que terminó con un tratado de paz en 392 a. C. que se concedían a Dionisio el territorio de los sículos, mientras que Cartago conservaría todo territorio al oeste de los ríos Halicos e Hímera en Sicilia.